# Fairchild Semiconductor
La Fairchild Semiconductor International Inc. è una azienda statunitense di semiconduttori, fondata nel 1957 con sede a San Jose in California.
È stata pioniere nella costruzione di circuiti integrati e transistor. In seguito fu acquistata da Schlumberger e poi venduta a National Semiconductor. Dal 1997 nuovamente compagnia indipendente, nel settembre 2016 è stata infine acquistata da ON Semiconductor.
Sono molteplici le sedi di Fairchild: San Jose, California; West Jordan, Utah; Mountain Top, Pennsylvania; Bucheon, Corea del Sud; Penang, Malaysia; Suzhou, Cina; e anche Cebu, Filippine fra le altre. Un centro progetti è stato avviato a Pune, India.

## Storia

### La creazione
Nel 1956 William Bradford Shockley aprì la Shockley Semiconductor Laboratory come divisione della Beckman Instruments a Mountain View in California, il suo progetto era quello di sviluppare un nuovo tipo di "diodo a 4 strati", che avrebbe funzionato più velocemente ed avrebbe avuto più applicazioni dei componenti già esistenti.
In un primo momento tentò di assumere alcuni dei suoi ex colleghi di Bell Laboratories, ma nessuno era disposto a trasferirsi nella West Coast o lavorare con Shockley. Poi fondò il nucleo della sua nuova società con quello che lui considerava i migliori laureati provenienti dalle scuole americane di ingegneria. I fondatori furono Giulio Blank, Victor Grinich, Jean Hoerni, Eugene Kleiner, Jay Scorso, Gordon Moore, Robert Noyce, e Sheldon Roberts.

### La ricerca di finanziamenti e le prime attività
Alla ricerca di finanziamenti per il proprio progetto, essi si rivolsero a Sherman Fairchild della Fairchild Camera and Instrument, una società degli Stati Uniti orientali con notevoli contratti militari. Nel 1957 fu avviata l'attività di Fairchild Semiconductor con l'intento di realizzare transistor al silicio-germanio (a quel tempo il germanio era il materiale più comune per l'utilizzo nei semiconduttori).
Secondo Sherman Fairchild, la presentazione appassionata di Noyce della sua visione fu il motivo per cui accettò di creare la divisione dei semiconduttori. Noyce sostenne l'uso del silicio come substrato, essendo i costi materiali ridotti a quelli della sabbia e di alcuni sottili fili. Il costo maggiore infatti sarebbe stato addebitato al processo di fabbricazione. Noyce espresse la convinzione che i semiconduttori al silicio, per il basso costo dei componenti, avrebbero portato ad apparecchi elettronici di consumo usa e getta.
I primi transistor al silicio della Fairchild erano di tipo mesa, tecnologia innovativa a quel tempo, ma con diversi inconvenienti. Più tardi Fairchild aprì la strada al processo planare sviluppato da Jean Hoerni nel 1958, che rappresentò un enorme miglioramento nella costruzione del transistor, reso più economico e con prestazioni più elevate.

### Le innovazioni
Il processo planare di Fairchild rese di colpo superati gli altri progetti di transistor. Una vittima di questa novità fu la divisione transistor della Philco, che aveva appena costruito un impianto di 40 milioni di dollari, e si trovò con un processo produttivo (PADT) basato sul germanio, che di colpo diventava completamente obsoleto. Nel giro di pochi anni ogni azienda produttrice di transistor adottò il processo planare di Fairchild, copiandolo o costruendo su licenza.
Il primo transistor planare di Fairchild fu il 2N697 e fu immesso sul mercato nel 1958, inizialmente in tecnologia mesa. Fu un enorme successo. Il primo lotto di 100 pezzi fu venduto all'IBM per 150 dollari al pezzo.